# John Tropea
John Tropea (* 7. ledna 1946) je americký kytarista působící v různých žánrech, včetně jazzu, rocku a popu. Narodil se v New Yorku a studium hry na kytaru zahájil ve svých dvanácti letech. Následně studoval na Berklee College of Music. Během své kariéry vydal řadu sólových alb. Spolupracoval s mnoha hudebníky, mezi které patří například Billy Cobham, Sonny Stitt, Joe Henderson a Blue Mitchell.